# Палата представителей (Пруссия)
Палата представителей (Preußisches Abgeordnetenhaus) — нижняя палата Прусских земских штатов.

## Избирательная система
Избиралась сроком на 5 лет окружными съездами выборщиков (Wahlversammlung), состоявших из выборщиков (Wahlmann) по мажоритарной системе по одномандатным округам (wahlbezirk) в 2 тура при свободном втором туре.

## Избирательные округа
- в Восточной Пруссии: «Кёнигсберг I», «Кёнигсберг II», «Кёнигсберг III», «Конигсберг IV», «Кёнигсберг V», «Кёнигсберг VI», «Кёнигсберг VII», «Кёнигсберг VIII», «Кёнигсберг IX», «Гумбиннен I», «Гумбиннен II», «Гумбиннен III», «Гумбиннен IV», «Гумбиннен V», «Гумбиннен VI», «Гумбиннен VII»;
- в Западной Пруссии: «Данциг I», «Данциг II», «Данциг III», «Данциг IV», «Мариенвердер I», «Мариенвердер II», «Мариенвердер III», «Мариенвердер IV», «Мариенвердер V», «Мариенвердер VI», «Мариенвердер VII», «Мариенвердер VIII»;
- в Позене: «Бромберг I», «Бромберг II», «Бромберг III», «Бромберг IV», «Бромберг V», «Позен I», «Позен II», «Позен III», «Позен IV», «Позен V», «Позен VI», «Позен VII», «Позен VIII», «Позен IX»;
- в Померании: «Кёслин I», «Кёслин II», «Кёслин IV», «Кёслин V», «Кёслин VIII», «Штеттин I», «Штеттин II», «Штеттин III», «Штеттин IV», «Штеттин V», «Штеттин VI», «Штральзунд I», «Штральзунд II»;
- в Силезии: «Лигниц I», «Лигниц II», «Лигниц III», «Лигниц IV», «Лигниц V», «Лигниц VI», «Лигниц VII», «Лигниц VIII», «Лигниц IX», «Оппельн I», «Оппельн II», «Оппельн III», «Оппельн IV», «Оппельн V», «Оппельн VI», «Оппельн VII», «Оппельн VIII», «Оппельн IX», «Оппельн X», «Бреслау I», «Бреслау II», «Бреслау III», «Бреслау IV» (включал в себя город Бреслау), «Бреслау V», «Бреслау VI», «Бреслау VII», «Бреслау VIII», «Бреслау IX», «Бреслау X», «Бреслау XI»;
- в Бранденбурге: «Потсдам I», «Потсдам II», «Потсдам III», «Потсдам IV», «Потсдам V», «Потсдам VI», «Потсдам VII», «Потсдам VIII», «Потсдам IX», «Франкфурт I», «Франкфурт II», «Франкфурт III», «Франкфурт IV», «Франкфурт V», «Франкфурт VI», «Франкфурт VII», «Франкфурт VIII», «Франкфурт IX», «Берлин I», «Берлин II», «Берлин III», «Берлин IV»;
- в провинции Саксония: «Мерзебург I», «Мерзебург II», «Мерзебург III», «Мерзебург IV», «Мерзебург V», «Мерзебург VI», «Мерзебург VII», «Мерзебург VIII», «Магдебург I», «Магдебург II», «Магдебург III», «Магдебург IV», «Магдебург V», «Магдебург VI», «Магдебург VII», «Магдебург VIII», «Эрфурт I», «Эрфурт II», «Эрфурт III», «Эрфурт IV», «Эрфурт V»;
- в Ганновере: «Штаде I», «Штаде II», «Штаде III», «Штаде IV», «Штаде V», «Штаде VI», «Хильдесхайм I», «Хильдесхайм II», «Хильдесхайм III», «Хильдесхайм IV», «Хильдесхайм V», «Хильдесхайм VI», «Хильдесхайм VII», «Люнебург I», «Люнебург II», «Люнебург III», «Люнебург IV», «Люнебург V», «Люнебург VI», «Люнебург VII», «Аурих I», «Аурих II», «Аурих III», «Оснабрюк I», «Оснабрюк II», «Оснабрюк III», «Оснабрюк IV», «Оснабрюк V», «Ганновер I», «Ганновер II», «Ганновер III», «Ганновер IV» (включал в себя город Ганновер), «Ганновер V», «Ганновер VI», «Ганновер VII»,
- в Шлезвиг-Гольштейне: «Шлезвиг-Гольштейн I», «Шлезвиг-Гольштейн II», «Шлезвиг-Гольштейн III», «Шлезвиг-Гольштейн IV», «Шлезвиг-Гольштейн V», «Шлезвиг-Гольштейн VI», «Шлезвиг-Гольштейн VII», «Шлезвиг-Гольштейн VIII», «Шлезвиг-Гольштейн IX», «Шлезвиг-Гольштейн X», «Шлезвиг-Гольштейн XI», «Шлезвиг-Гольштейн XII», «Шлезвиг-Гольштейн XIII», «Шлезвиг-Гольштейн XIV», «Шлезвиг-Гольштейн XV», «Шлезвиг-Гольштейн XVI», «Шлезвиг-Гольштейн XVII», «Шлезвиг-Гольштейн XVIII», «Шлезвиг-Гольштейн XIX»;
- в Вестфалии: «Минден I», «Минден II», «Минден III», «Минден IV», «Арнсберг I», «Арнсберг II», «Арнсберг III», «Арнсберг IV», «Арнсберг V», «Арнсберг VI», «Арнсберг VII», «Мюнстер I», «Мюнстер II», «Мюнстер III», «Мюнстер IV», «Мюнстер V»;
- в Рейнской провинции: «Аахен I», «Аурих II», «Аахен III», «Аахен IV», «Дюссельдорф I», «Дюссельдорф II», «Дюссельдорф III», «Дюссельдорф IV», «Дюссельдорф V», «Дюссельдорф VI», «Дюссельдорф VII», «Дюссельдорф VIII», «Дюссельдорф IX», «Дюссельдоф X», «Дюссельдорф XI», «Дюссельдорф XII», «Кёльн I» (включал в себя город Кёльн), «Кёльн II», «Кёльн III», «Кёльн IV», «Кёльн V», «Трир I», «Трир II», «Трир III», «Трир IV», «Трир V», «Кобленц I», «Кобленц II», «Кобленц III», «Кобленц IV», «Кобленц V», «Кобленц VI», «Гогенцоллерн»,
- в Гессен-Нассау: «Висбаден I», «Висбаден II», «Висбаден III», «Висбаден IV», «Висбаден V», «Висбаден VI», «Висбаден VII», «Висбаден VIII», «Висбаден IX», «Висбаден X», «Висбаден XI» (включал в себя город Франкфурт-на-Майне), «Кассель I», «Кассель II», «Кассель III», «Кассель IV», «Кассель V», «Кассель VI», «Кассель VII», «Кассель VIII», «Кассель IX», «Кассель X», «Кассель XI», «Кассель XII», «Кассель XIII», «Кассель XIV»;

## Съезды выборщиков
Выборщики избирались по мажоритарной системе по одномандатным округам (Urwahlbezirk) (соответствовали городам, крупным общинам или группам мелких общин) в 2 тура
- треть выборщиков избирались крупнейшие налогоплательщики;
- треть — менее обложенные налогами;
- треть — все остальные.

## Избирательное право
Избирателями (Urwahler) могли быть только мужчины старше 25 лет.